# Autódaru

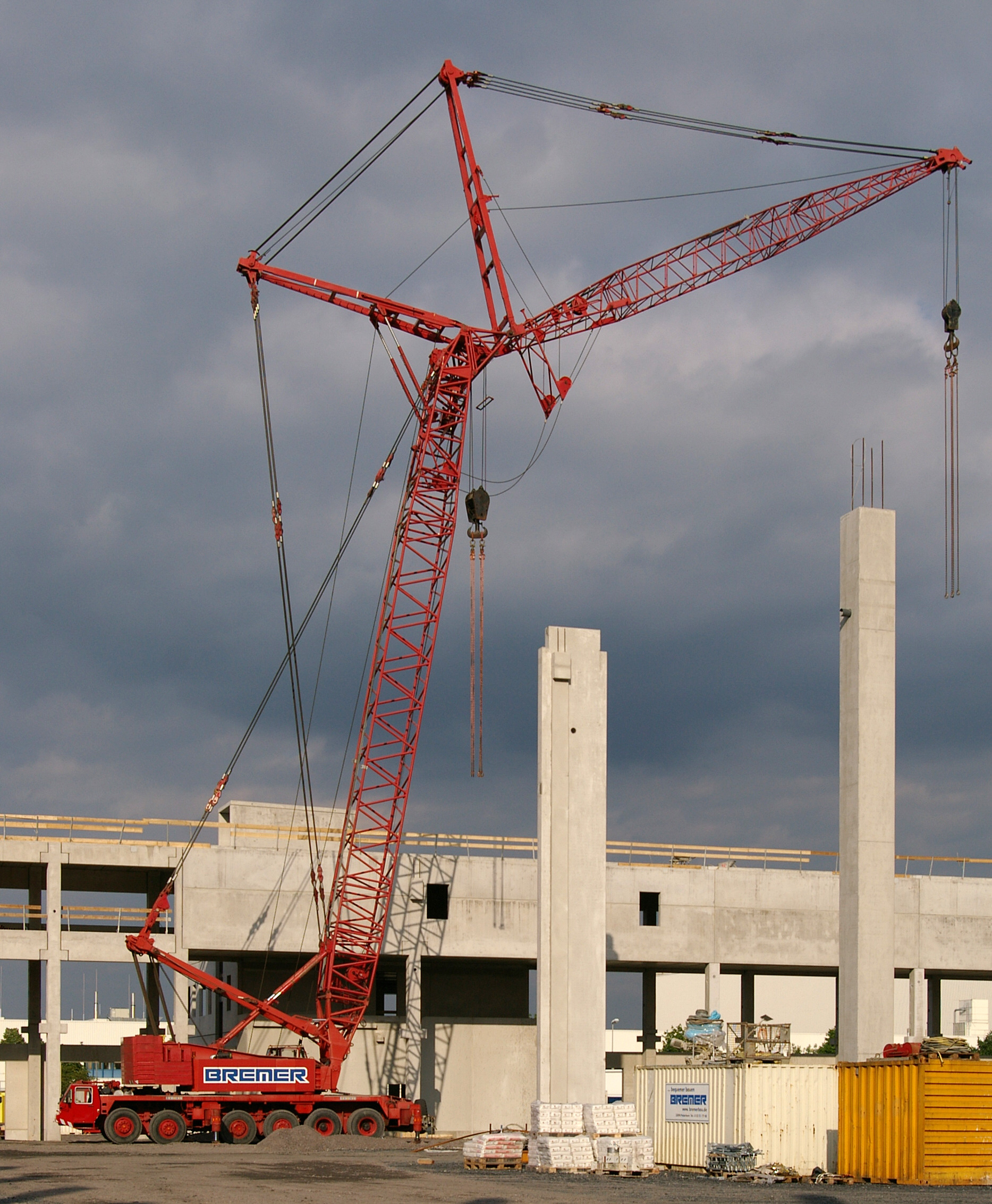
Nagy teherbírású, árbócos kialakítású, rácsos gémszerkezetű autódaru

Az autódaru az önjáró daruk csoportjába tartozó, gépjármű alvázára szerelt emelőgép, amelynek előnye a többi darutípussal – például a forgódaruval vagy a toronydaruval – szemben az, hogy mobilis, így ideiglenes, váltakozó munkaterületeken is gyorsan üzembe állítható. Emelőművét közvetlenül a járműmotor hajtja, esetleg generátor vagy hidraulikus olajszivattyú közbeiktatásával. Közúti forgalomban az autódaru gémje a gémtámaszra, vízszintes állapotba ereszthető.

## Gémes autódaru
A gémes autódarut nagy terhek mozgatására használják. A forgatható és billenthető, rácsos vagy lemezes szerkezetű darugém a munkaterület fölé irányítható, s a végére szerelt csiga(sor), illetve a teherfelvevő eszköz – többnyire daruhorog – szolgál az anyag mozgatására. A lemezes szerkezetű darugém általában teleszkópos kivitelű, mely több, egymásba csúszó szelvényből áll, ennek előnye a megfelelő gémhosszúság kiválasztása, és a gém egyszerű visszatolása menetkész méretre. A rácsos darugém fix méretű rácsos elemekből összeállított gém, melyet a megfelelő méret eléréséhez előbb a helyszínen kell összeszerelni, előnye viszont, hogy nagy méret esetén fajlagosan könnyebb a teleszkópos gémnél. Emiatt a teleszkópos és a rácsos gémre szerelhető segédgémek, melyek megtoldják az alapgém hosszát, mind rácsos kivitelűek. Az autódaru kezelője az alvázra szerelt darufülkéből irányítja a gém és a daruhorog mozgását. A főgémhez szerelhető segédgémeknek köszönhetően egyes autódaruk horogmagassága a 80 métert, gémkinyúlása – azaz hatótávolsága, az elérhető munkaterület sugara – pedig a 30 métert is meghaladhatja. A magasabb daruosztályokba tartozó daruk akár több száz tonnás tömegek mozgatására is alkalmasak, a gémkinyúlás azonban az emelőképességgel fordítottan arányos, máskülönben a billenőnyomaték ellensúlyozása nem biztosítható. Léteznek toronydarura emlékeztető szerkezetű autódaruk is, ezeken egy függőleges törzsből és egy arra merőleges vízszintes gémből álló daruszerkezet található, törzsön lévő kezelőfülkével és a gémen mozgó futómacskával, amiről a horog lóg alá. A szerkezet ebben a formában szintén könnyen kinyitható és összecsukható. Az autódaruk stabilitásáról, egyben a gumiabroncsos futómű tehermentesítéséről az alvázból kihúzható és az útburkolatra vagy a talajfelszínre támaszkodó, négypontos hidraulikus vagy csavaros stabilizálótalpak, támasztólábak gondoskodnak.

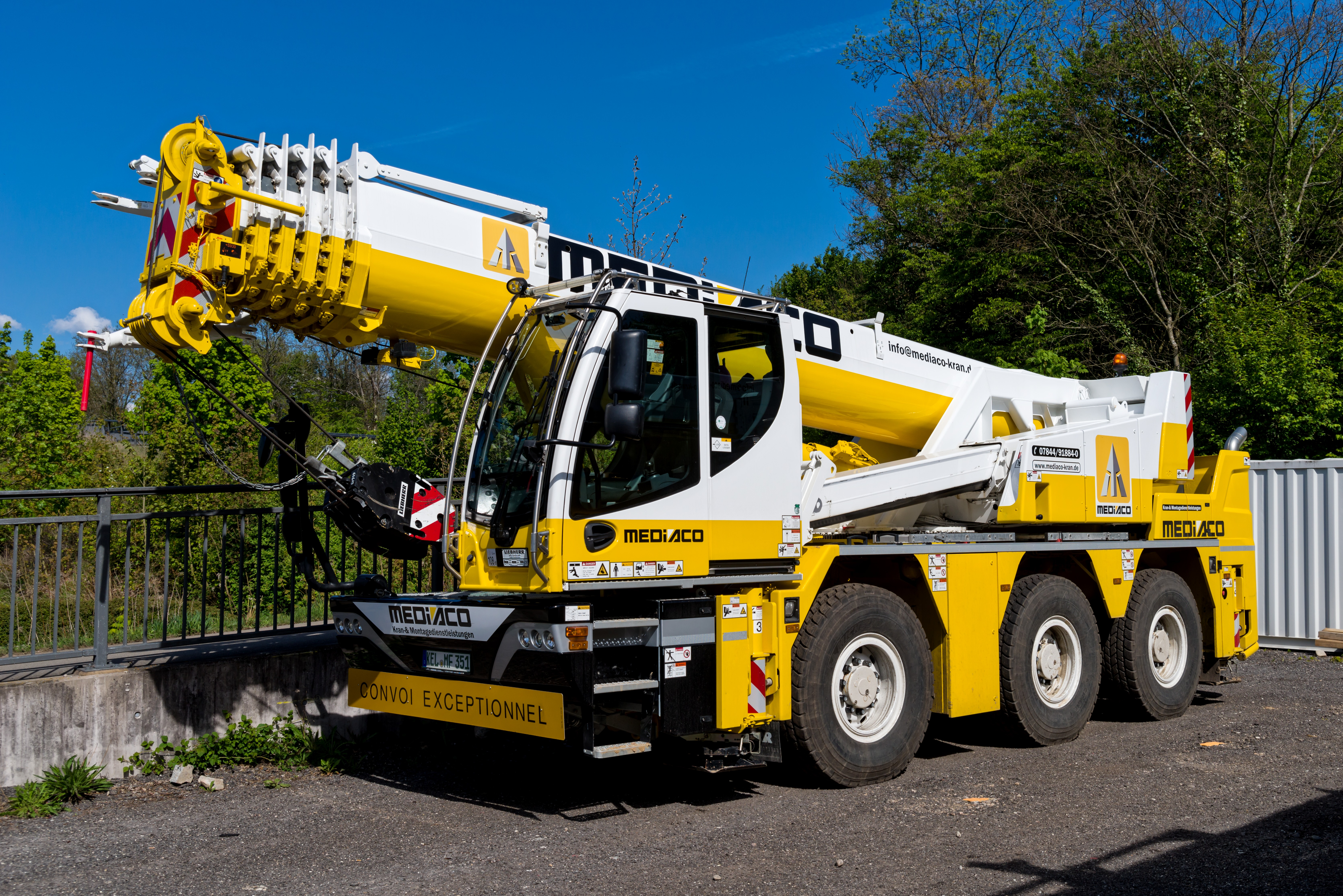
Önjáró autódaru

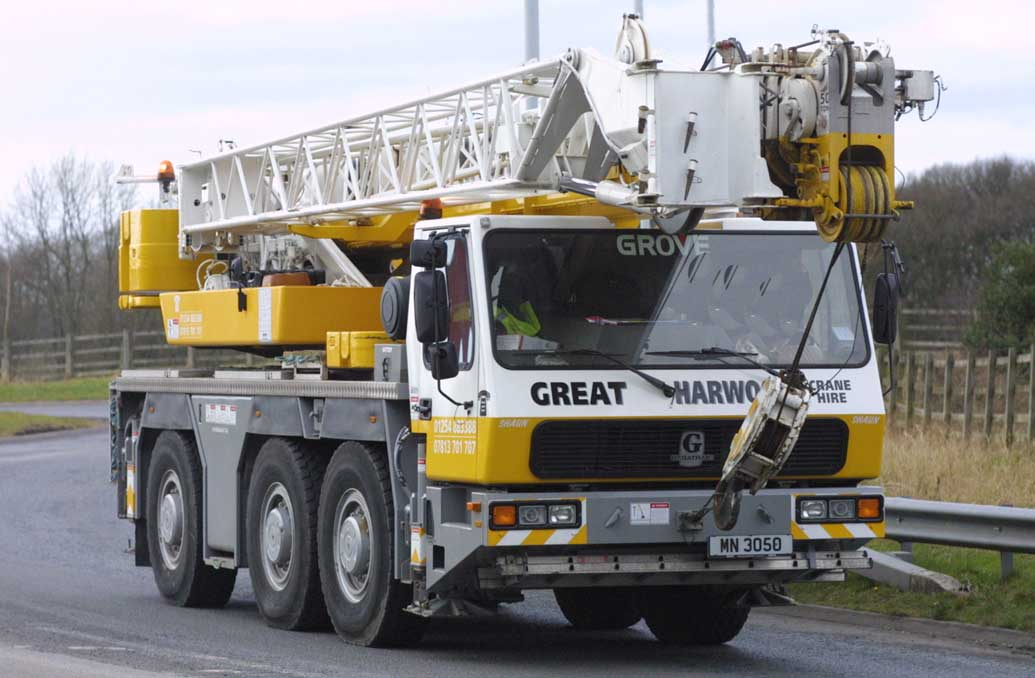
Jellegzetes, háromtengelyes autódaru-alváz

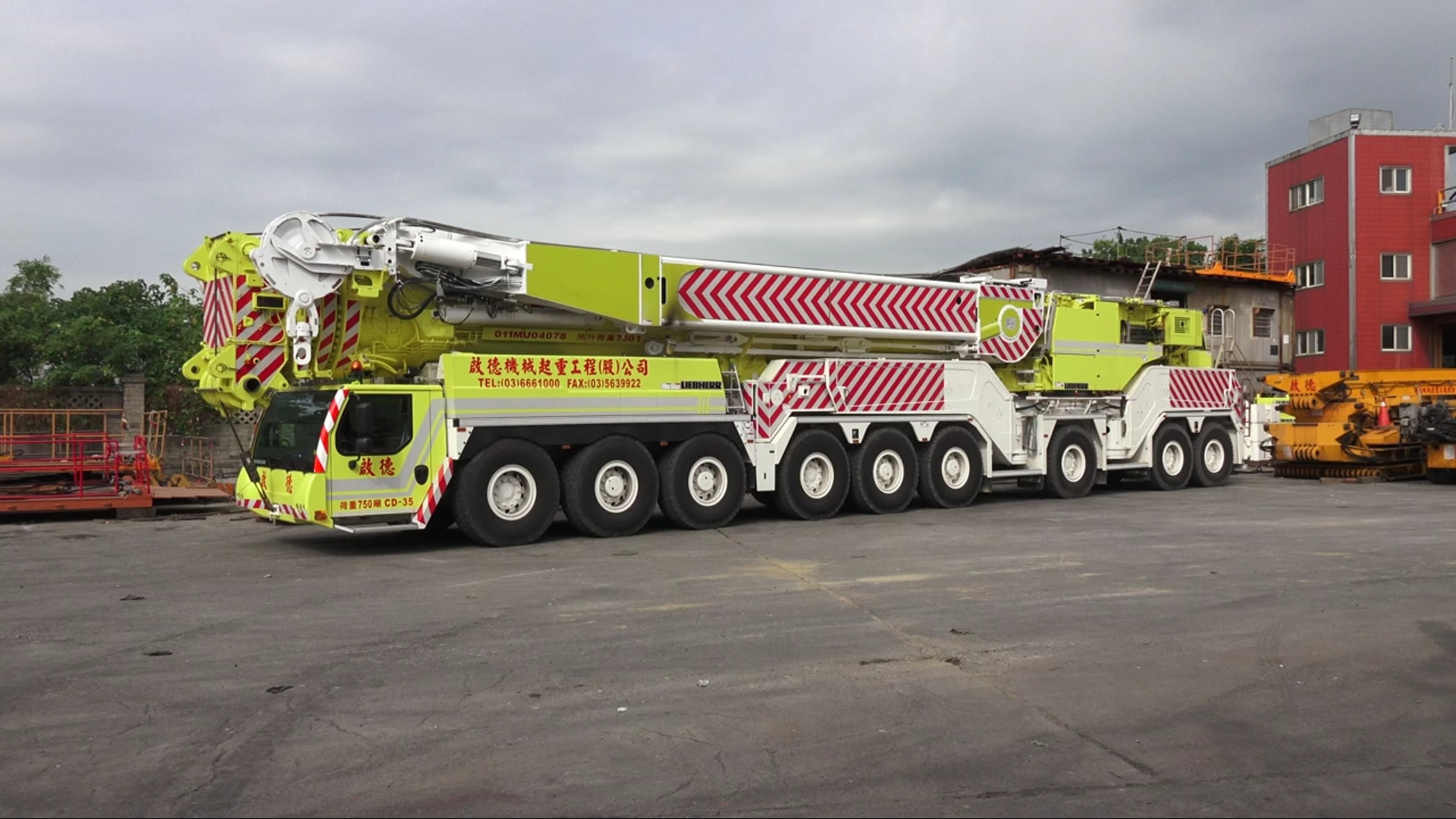
9 tengelyes nagyméretű autódaru

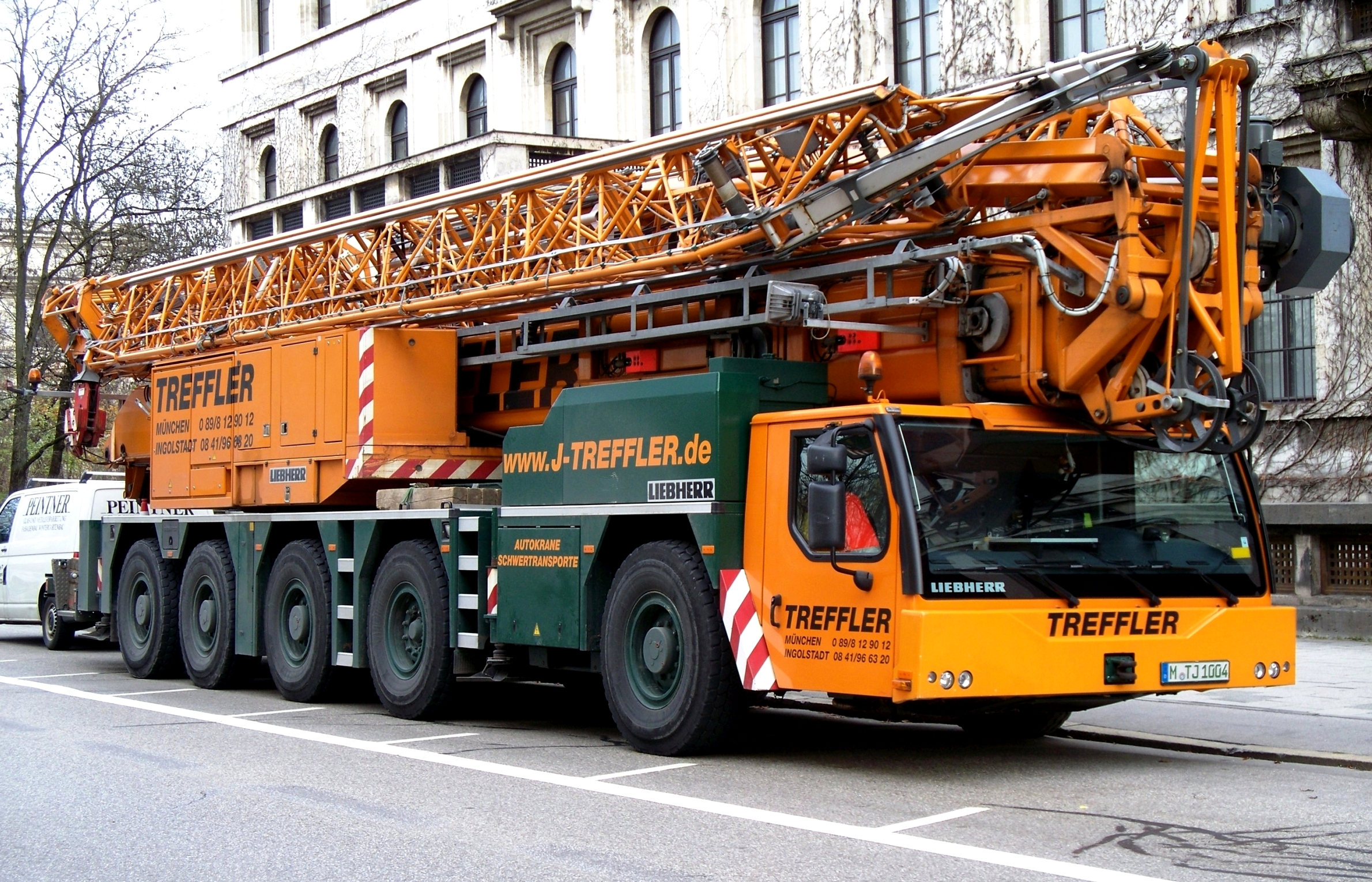
Toronydaru-szerkezetű autódaru

Az autódaruk kis méretben önjáró munkagépek, melyet a daru kezelőfülkéjéből is vezetnek, de ide tartoznak a terepjárásra is alkalmas kisebb daruk is. Ilyen daruk esetében általában kettőtől négyig terjed az alváz tengelyeinek száma. Az autódaruk másik, kis-közepes csoportja hagyományos, három, négy vagy öt tengelyes tehergépkocsira kerül felépítményként, és az hordozza. A legtöbb autódaru azonban, kis, közepes, nagy méretben pedig mindenképp egy különleges, kifejezetten daruhordozásra kialakított fülkésalvázra kerül rá, melyen nagyméretű, sima, széles és vastag abroncsozású kerekek vannak a saját tömeg jobb elosztása végett. Az ilyen alvázak 2-3-4-5-6-7-8-9-10 tengelyesek is lehetnek az adott daru méretétől és súlyától függően. Az ilyen alváz vezetőfülkéje rendszerint széles, lapított, az első tengely elé épített, hogy a lehajtott darugém menetkész állapotban minél lejjebb legyen, és így jobban elférjen a közutakon is. A fülkére hajtott gém így is túlnyúlik a fülkén, ahol is az az elé lelógó horgot a kilengést megakadályozandó a lökhárítón kialakított hevederbe akasztják. Az ilyen alvázakat az autódarucégek a darukkal együtt gyártják le, annak szerves részeként, de egyes cégek külön is készítenek ilyen speciális alvázakat különálló eszközök hordozására. 

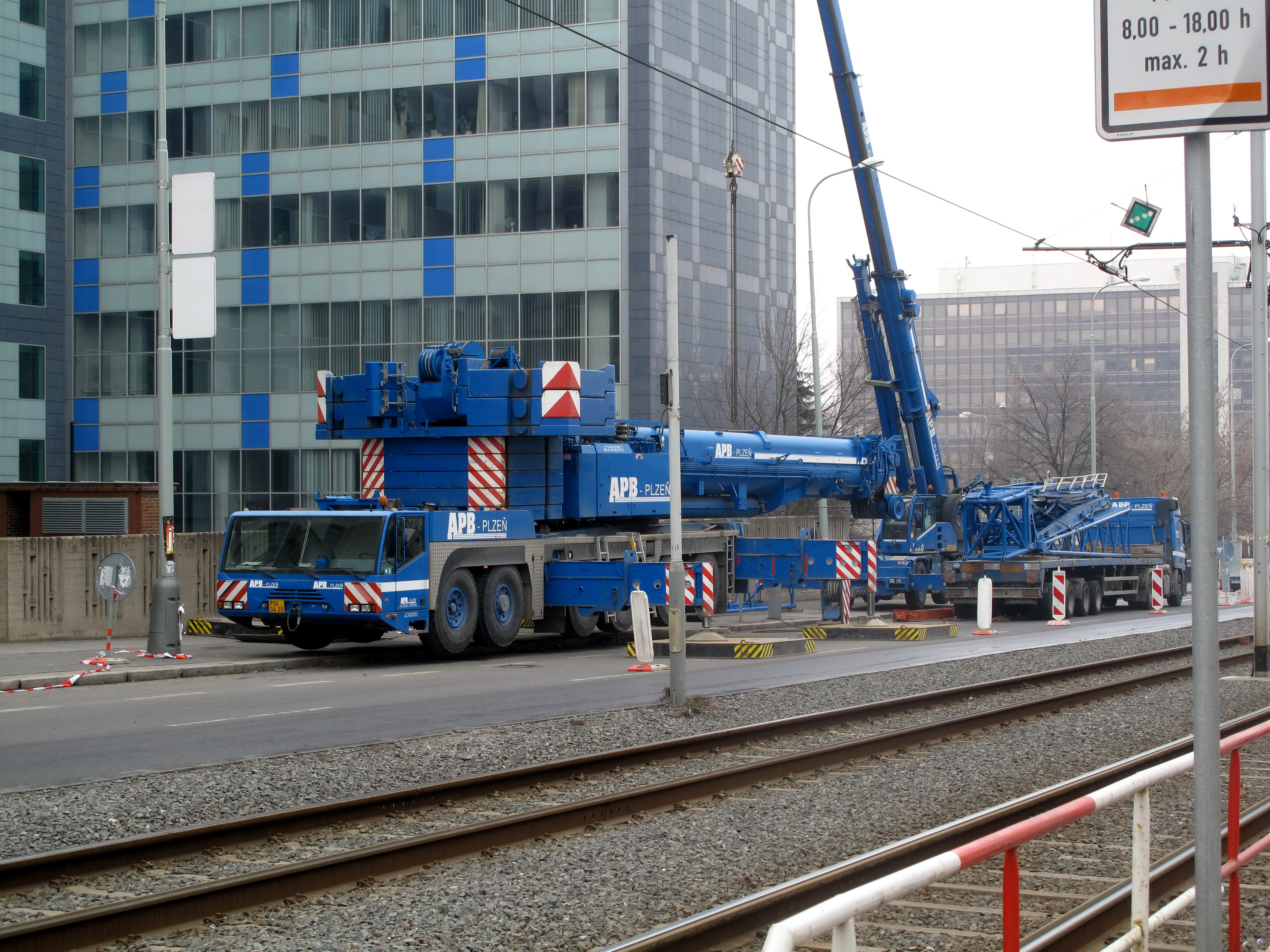
Nagyobb autódaru tartozékokat szállító trélerrel, és egy kisebb „öltöztetődaruval”, mely a tartozékokat emeli a helyükre

Nagyobb munkák esetén szükség lehet egyéb alkatrészekre is a daru saját eszközein felül, pl. segédgémre, vagy plusz ellensúlyokra, ezeket külön járművekkel vagy szállítótrélerekkel kell a daru után a helyszínre szállítani, és ott rendszerint egy kisebb autódaru segítségével a helyükre emelni. A legnagyobb autódaruknak már a saját alapeszközei, alkatrészei is akkorák, hogy kiszállásnál szinte minden tartozékát, beleértve a gémet, a talpakat, az ellensúlyokat, és a horgot is külön szállítójárművekkel, kvázi konvojban kell a daruval együtt elfuvarozni. Van gyártó, amely a legnagyobb autódarujának a gémjét, mint legnagyobb szállítandó tartozékot, egy külön erre a célra kialakított, autódaru-fülkésalvázra hasonlító járművel szállíttatja. Az ilyen óriás-autódarukat minden esetben kisebb autódaruk segítségével szerelik össze. 

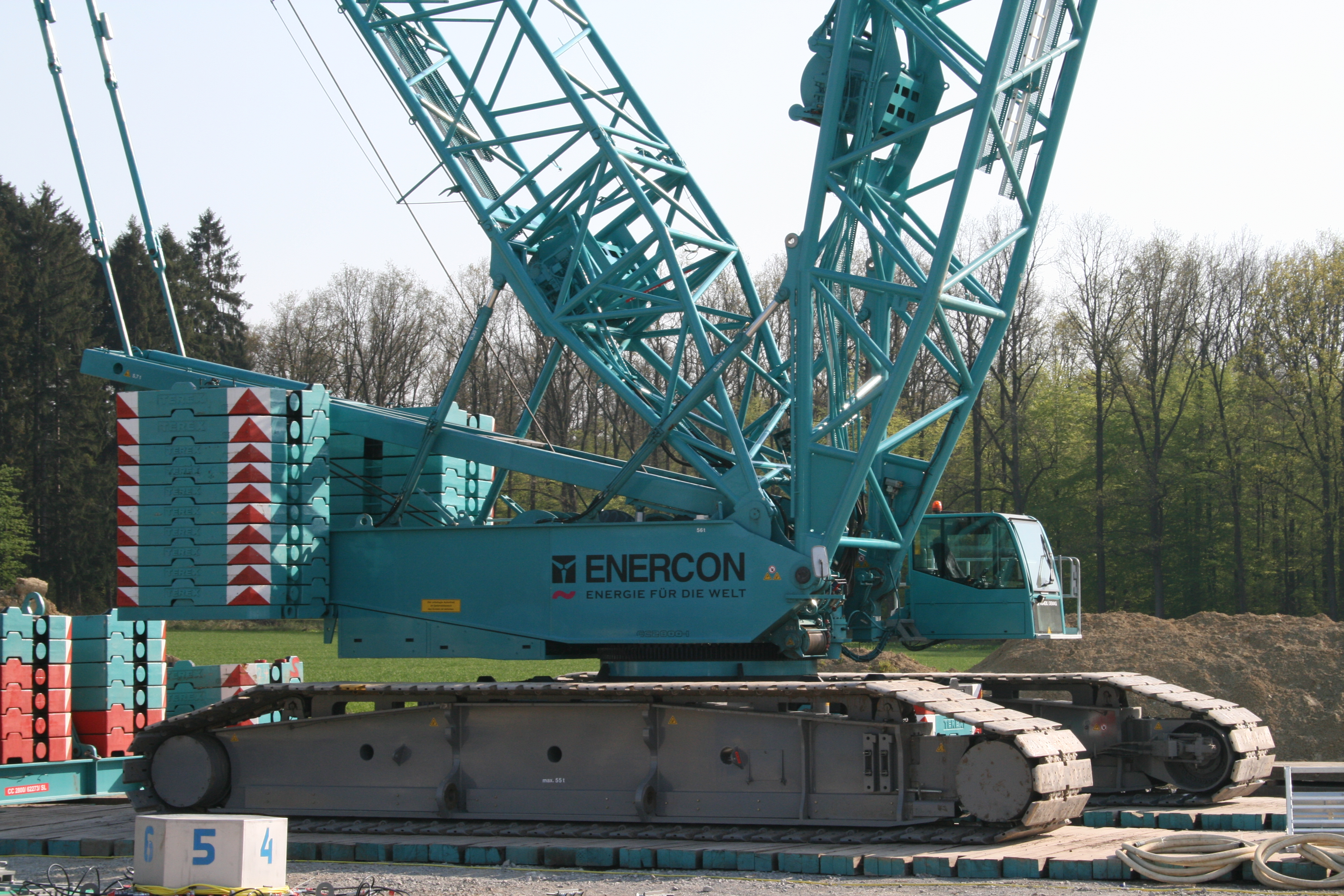
Lánctalpas daru

Az autódaru speciális változata a kiépítetlen területen, egyenetlen és laza talajviszonyok mellett is használható lánctalpas daru. Itt a széles lánctalpakon oszlik el a súly. A lánctalpas darukat minden esetben darabokban, trélerekkel szállítják a daruzási helyszínre. 
Más autódarukat kimondottan műszaki mentésre fejlesztettek ki, itt a bajba került járművek mentése, kiemelése került középpontba, ennek megfelelően alakították ki az ilyen daruk felépítését. A műszaki mentődarukat mind katonai, mind polgári alkalmazásban használják, utóbbi esetben főleg a tűzoltóság. 

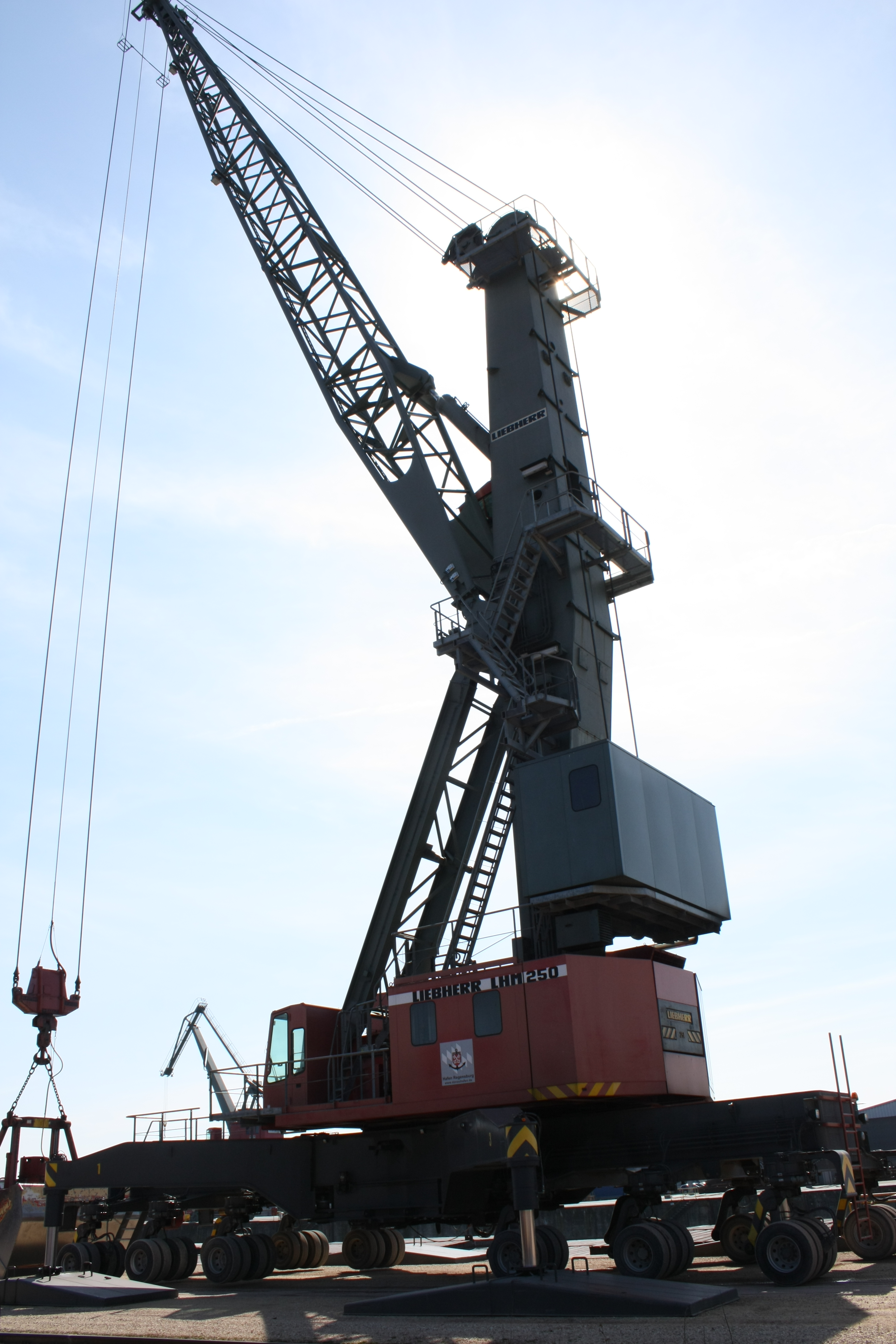
Kikötői daru gumikerekes alvázzal

A kikötői daruk általában kötött pályán síneken mozognak, de vannak gumikerekes alvázzal készült változataik is, amik emiatt szabadabban képesek a helyváltoztatásra. Ezek az alvázak a nehéztrélereken is használatos soktengelyes kivitelben készülnek, amin külön kormányozódó úgynevezett lengőtengelyek sorakoznak.

## Emelőkosaras autódaru

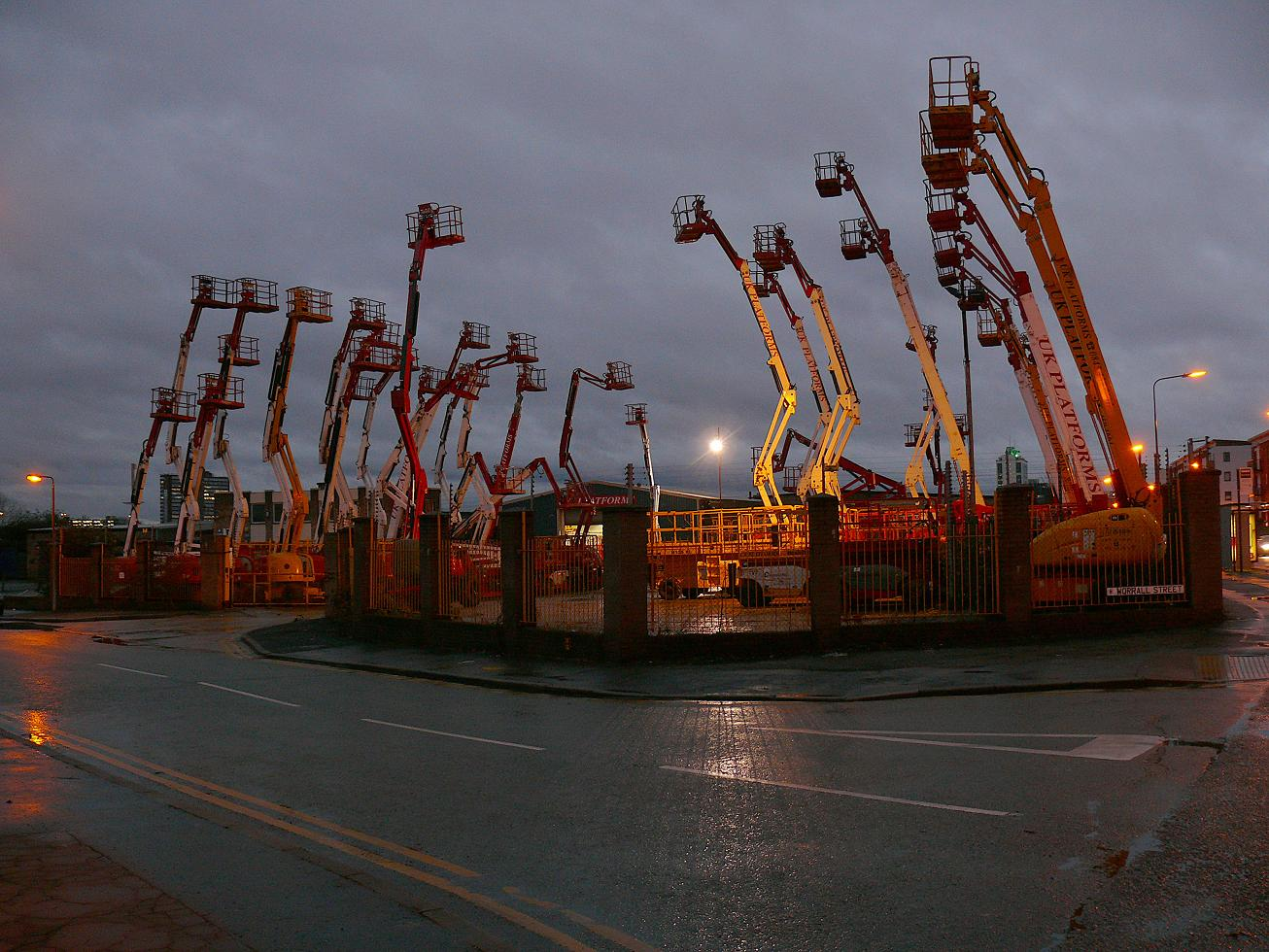
Emelőkosaras autódaruk telephelye Manchesterben

Az emelőkosaras autódaru (más néven hidraulikus munkaállvány vagy hidraulikus szerelőállvány) a gémes autódaruval szemben könnyű szerkezetű, nagy terhek mozgatására nem alkalmas emelőgép. Feladata, hogy a nehezen elérhető, többnyire a magasban található munkaterülethez juttassa el a munkát végző embert, aki a gémszerkezet végére szerelt munkakosárban tartózkodik. A kosarat többkarú csuklógém vagy teleszkópos gémszerkezet emeli a magasba. A kezelőszervek megtalálhatók a hordozójárművön, de munkakosárban is, hogy a benne tartózkodó személy a kívánt magasságba tudja állítani magával együtt is a kosarat. Teherbírása 200–500 kilogramm, munkamagassága ritkán haladja meg a 20 métert, gémkinyúlása 5–10 méter. Az emelőkosaras autódaruk alkalmazási köre rendkívül széles lehet, legáltalánosabban műszaki mentés vagy tűzoltás, kábelek vagy elektromos szerelvények javítása, cseréje, illetve különböző építőipari munkák során használják. A kisebb kosaras daruk szintén önjáró gépek, melyeket a munkakosárból is irányítanak. A nagyobb kosaras daruk már tehergépkocsik felépítményeként vannak kialakítva, a legnagyobbak pedig félpótkocsiként, melyet nyerges vontatóval lehet vontatni. 

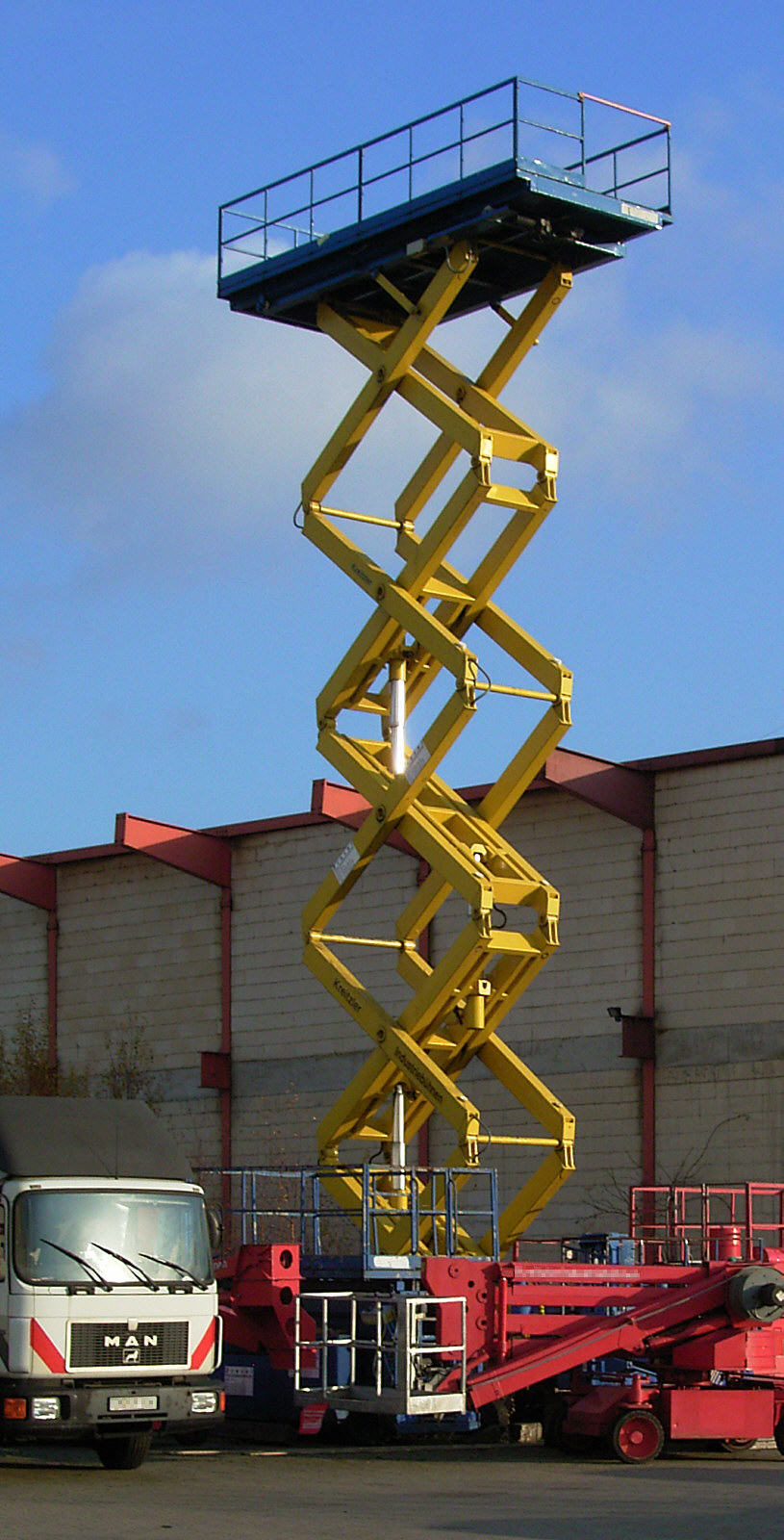
Ollós emelőkosaras autódaru

Az utóbbi évtizedekben terjedő technológia a nagyobb teherbírású és nagyobb munkakosárral, pódiummal rendelkező ollós emelőkosár, amelynek hátránya, hogy oldalkinyúlása nincs, azaz csak az autódaru feletti, 8–15 méteres magasságban elhelyezkedő munkaterület érhető el vele. Az emelőkosaras autódaruk további speciális változata az emelőgémes autódaru, amely esetében a teleszkópos gémszerkezet végén lengőkar található. Ezzel a kialakítással a talajszint alatti munkavégzés is lehetséges.

## Darus autó
A darus autó az előzőekkel ellentétben elsősorban nem önjáró emelőgép, hanem hagyományos teherszállító gépjármű, amelynek az alvázára, a vezetőfülke és a raktér közé, vagy a raktér végére emelőszerkezetet szereltek. Ez többnyire hidraulikus gém teleszkóposan növelhető részekkel, amely teherfelvevő eszköz (daruhorog, markoló, ékes fogó stb.) segítségével könnyíti meg a szállítandó anyag fel-, illetve lerakodását, ezért az ilyen, tehergépjárművekre szerelhető darukat önrakodó darunak is nevezik. Ilyen daruk bizonyos félpótkocsikon is előfordulnak. Az önrakodó daruk is több méretben és teherbírással készülnek a különböző tehergépkocsikhoz, de más járművekre vagy berendezésekre is telepíthetők, legtöbbször pedig helytakarékossági megfontolásból a járműre merőlegesen össze is hajthatóak. A darut hordozó tehergépkocsik szintén legalább egy pár, de akár több támasztólábbal is rendelkeznek. Tűzoltó vagy műszaki mentő járművek is gyakran fel vannak szerelve önrakodó, vagy ezekhez hasonló darukkal, melyekkel bajba jutott járművek mentését végzik.

## Gyártók
| Daruk: - Liebherr - Demag - Krupp - Gottwald - Terex - Kobelco - Grove - Link-Belt - Manitowoc - ORMIG - Tadano - SANY - XCMG | Önrakodó daruk: - Palfinger - Hiab - Fassi - Effer - Atlas - Tirre - Cormach - PM - HMF |